# فرنسيس فنتون غريني
فرنسيس فنتون غريني (بالإنجليزية: Francis Vinton Greene)‏ هو عسكري ومؤلف أمريكي، ولد في 27 يونيو 1850 في بروفيدنس في الولايات المتحدة، وتوفي في 13 مايو 1921 في نيويورك في الولايات المتحدة.